# 1715 en musique classique
| \| • Retour à la chronologie générale de la musique classique • \| |
| Grèce • Rome • Haut Moyen Âge • VIIIe siècle • IXe siècle • Xe siècle • XIe siècle XIIe siècle • XIIIe siècle • XIVe siècle • XVe siècle • XVIe siècle • XVIIe siècle XVIIIe siècle • XIXe siècle • XXe siècle • XXIe siècle |
| • Retour à la chronologie générale de la musique classique • |

| Années en musique classique : 1712 - 1713 - 1714 - 1715 - 1716 - 1717 - 1718    |
| Décennies en musique classique : 1680 - 1690 - 1700 - 1710 - 1720 - 1730 - 1740 |

## Événements
- 16 février : création de Tigrane, dramma per musica d'Alessandro Scarlatti, au Teatro San Bartolomeo de Naples.
- 25 mai : Amadigi, opéra de Georg Friedrich Haendel, créé au King's Theatre de Londres.
- Le musicien Johann Joseph Fux est nommé maître de chapelle par l’empereur Charles VI.

## Œuvres
- Cantates de Jean-Sébastien Bach :
  - Alles, was von Gott geboren ;
  - Barmherziges Herze der ewigen Liebe ;
  - Bereitet die Wege, bereitet die Bahn! ;
  - Der Himmel lacht! Die Erde jubilieret ;
  - Komm, du süße Todesstunde ;
  - O heilges Geist- und Wasserbad ;
  - Nur jedem das Seine.
- Alessandro Scarlatti compose ses 12 Sinfonie di concerto grosso pour flûte et orchestre.
- L'Apologie des femmes, cantate profane composée par Quirinus van Blankenburg en réponse à la cantate Les Femmes d'André Campra.
- L’Art de toucher le clavecin, de François Couperin (1716-1717).
- Leçons de ténèbres, de François Couperin.

## Naissances

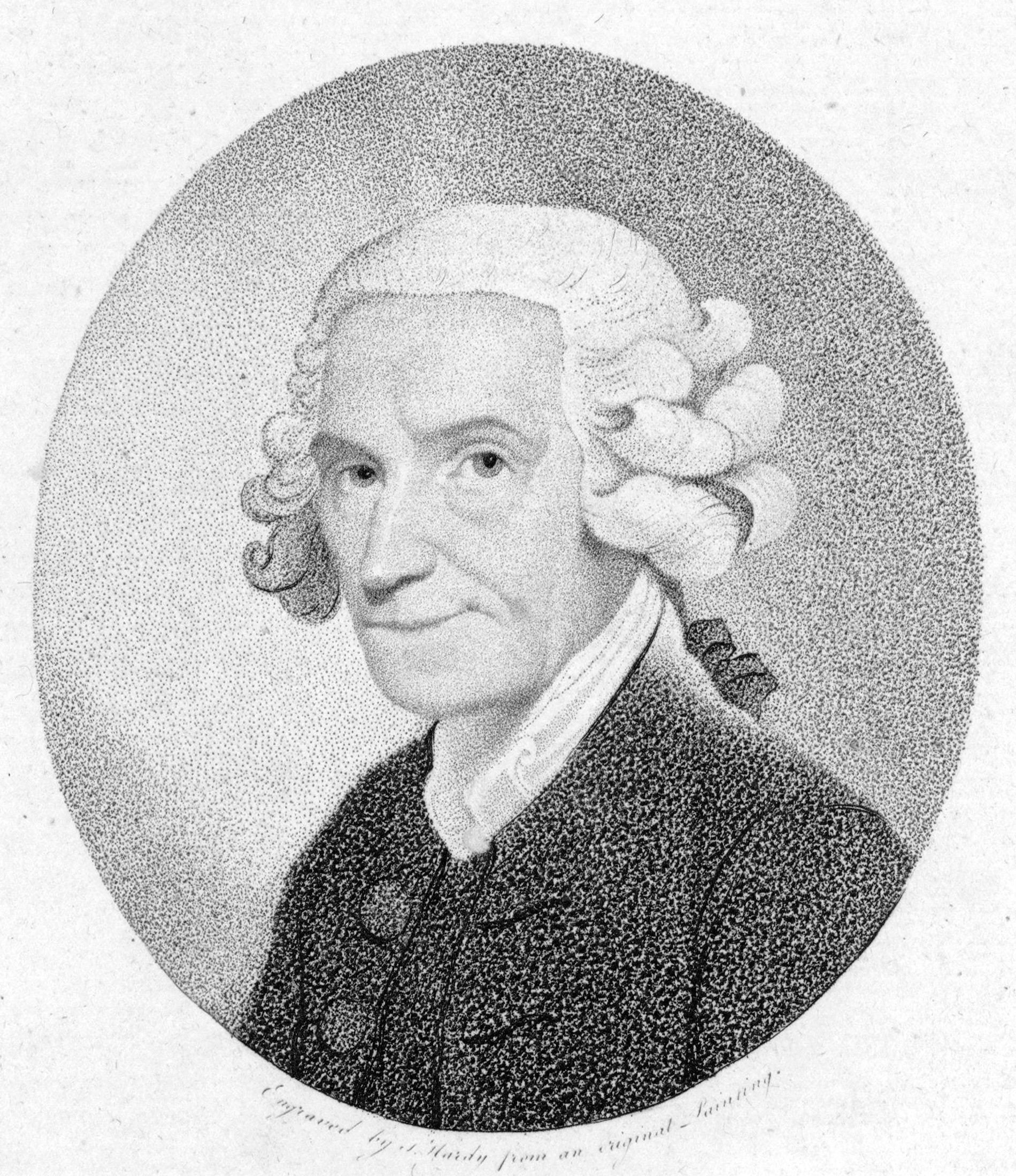
James Nares

- 12 janvier : Jacques Duphly, compositeur et organiste français († 15 juillet 1789).
- 29 janvier : Georg Christoph Wagenseil, compositeur autrichien († 1er mars 1777).
- 8 février : Pasquale Cafaro, compositeur italien († 25 octobre 1787).
- 19 mars : Charles-Joseph van Helmont, compositeur, claveciniste et organiste belge († 8 juin 1790).
- 11 avril : Jean-Baptiste Vallière, compositeur français († 17 novembre 1790).
- 19 avril : James Nares, organiste, claveciniste et compositeur anglais († 10 février 1783).
- 23 avril : Johann Friedrich Doles, compositeur allemand († 8 février 1797).
- 26 avril : Charles Noblet, claveciniste français († 26 octobre 1769).
- 11 mai : 
  - Johann Gottfried Bernhard Bach, organiste allemand († 27 mai 1739).
  - Ignazio Fiorillo, compositeur italien d'opéras († juin 1787).
- 2 juin : Herman-François Delange, violoniste et compositeur liégeois († 27 octobre 1781).
- 8 juin : Adrien-Joseph Le Valois d'Orville, librettiste amateur († 1780).
- 2 novembre : Antoine Dard, bassoniste et compositeur († 13 août 1784).
- 16 novembre : Girolamo Abos, compositeur maltais († octobre 1760).
- 12 décembre : Gennaro Manna, compositeur et pédagogue italien († 28 décembre 1779).

Date indéterminée
- Giovanni Battista Casali, compositeur italien († 6 juillet 1792).
- William Felton, organiste, claveciniste et compositeur anglais († 6 décembre 1769).

Vers 1715 :
- Gioacchino Cocchi, compositeur italien (° 1804).
- Fernandino Pellegrini, claveciniste et compositeur italien († vers 1766).

## Décès
après 1715 :
- Gennaro Ursino, compositeur et pédagogue italien (° 1650).